# Wapen van Bingelrade

Wapen van Bingelrade

Het wapen van Bingelrade werd op 9 mei 1889 verleend door de Hoge Raad van Adel aan de Limburgse gemeente Bingelrade. Per 1982 ging Bingelrade op in gemeente Onderbanken. Het gemeentewapen kwam daardoor te vervallen. Het slangenkopkruis is terug te vinden op het wapen van Onderbanken.

## Blazoenering
De blazoenering van het wapen luidde als volgt:
Gedeeld, rechts in keel een dubbel slangenkopkruis van zilver met een hartschild van zilver, beladen met drie koeken van keel, geplaatst twee en een; links in azuur de H. Lambertus in bisschoppelijk gewaad van zilver, het hoofd gedekt met een mijter van zilver en omgeven door een nimbus van goud, aangezicht en handen van natuurlijke kleur, in de linkerhand houdt hij een staf van sabel met zilveren kromming, en een lans met steel van sabel en spits van zilver; het geheel omgeven door het randschrift ""Gemeentebestuur van Bingelrade"".
De heraldische kleuren zijn keel (rood), zilver (wit), azuur (blauw), (goud of geel), sabel (zwart) en natuurlijke kleuren. 

## Geschiedenis
Het slangenkopkruis komt uit het wapen van de familie Huyn van Amstenrade. Zij waren eigenaren van de heerlijkheid Bingelrade. Hun wapen komt in meerdere (voormalige) gemeentewapens voor. De heilige Lambertus is de plaatselijke parochieheilige.

## Verwante wapens

Het wapen van Onderbanken, eveneens met het familiewapen van Huyn van Amstenrade
Het wapen van Amstenrade, idem
Het wapen van Brunssum, idem
Het wapen van Geleen, idem
Het wapen van Jabeek, idem
Het wapen van Merkelbeek, idem
Het wapen van Oirsbeek, idem
Het wapen van Schinnen, idem
Het wapen van Schinveld, idem
Het wapen van Spaubeek, idem

Ambt Montfort
· Amby
· Amstenrade
· Arcen en Velden
· Baexem
· Beegden
· Beek
· Belfeld
· Bemelen
· Berg en Terblijt
· Bingelrade
· Bocholtz
· Borgharen
· Born
· Broekhuizen
· Broeksittard 
· Buggenum
· Bunde
· Cadier en Keer
· Echt 
· Eijsden
· Elsloo
· Eygelshoven
· Geleen
· Gennep
· Geulle
· Grathem
· Grevenbicht
· Gronsveld
· Grubbenvorst
· Gulpen 
· Haelen
· Heel
· Heel en Panheel
· Heer
· Helden
· Herten
· Heythuysen
· Hoensbroek
· Horn
· Horst
· Houthem
· Hulsberg
· Hunsel
· Itteren
· Jabeek
· Kessel
· Klimmen
· Limbricht
· Linne
· Maasbracht
· Maasbree
· Maasniel
· Margraten
· Meerlo
· Meerlo-Wanssum
· Meerssen
· Meijel
· Melick en Herkenbosch
· Merkelbeek
· Mheer
· Montfort
· Munstergeleen
· Neer
· Neeritter
· Nieuwenhagen
· Nieuwstadt
· Noorbeek
· Nuth
· Onderbanken
· Obbicht en Papenhoven
· Ohé en Laak
· Oirsbeek
· Ottersum
· Oud-Valkenburg
· Oud-Vroenhoven
· Posterholt
· Roggel
· Roggel en Neer
· Roosteren
· Schaesberg
· Schimmert
· Schinnen
· Schinveld
· Sevenum
· Simpelveld
· Sint Geertruid
· Sint Odiliënberg
· Sint Pieter
· Sittard
· Slenaken
· Spaubeek
· Stramproy
· Stevensweert
· Susteren
· Swalmen
· Tegelen
· Thorn
· Ubach over Worms
· Ulestraten
· Urmond
· Valkenburg
· Vlodrop
· Wanssum
· Wessem
· Wijlre
· Wijnandsrade
· Wittem